# Сичкарук, Евгений Арсентьевич
Евгений Арсентьевич Сичкарук (20 февраля 1957) — советский и российский футболист, нападающий, полузащитник; тренер.
Начал заниматься футболом в 1966 году в группе подготовки кемеровской команды «Кузбасс», тренер В. Я. Егоров. В составе команды города Кемерово выступал на призы клуба «Кожаный мяч». Бо́льшую часть карьеры провёл в составе «Кузбасса», сыграл 439 игр, забил 23 гола (1973, 1975—1978, 1979—1981, 1983—1988, 1990 — первая лига, 1991 — вторая лига). Начало 1979 года отыграл за команду высшей лиги «Кайрат» Алма-Ата; в марте — мае провёл три матча в Кубке СССР и пять — в чемпионате. 1981 год начал в «Кузбассе», проведя в феврале два матча на Кубок России, первую половину сезона отыграл в команде второй лиги «Запсибовец» Новокузнецк, в августе вернулся в «Кузбасс». В 1982 году играл за «Амур» Благовещенск во второй лиге. 1989 год вновь провёл в новокузнецкой команде, в августе 1990 года из «Металлурга», игравшего во второй низшей лиге, вернулся в «Кузбасс». Завершил карьеру в команде второй российской лиги «Горняк» Грамотеино в 1992—1993 годах.
С 2000 года работает в СДЮСШОР по футболу г. Кемерово.